# Вељке Туровце
Вељке Туровце (слч. Veľké Turovce) насељено је мјесто са административним статусом сеоске општине (слч. obec) у округу Љевице, у Њитранском крају, Словачка Република.

## Становништво
| Година:    | 1994. | 2004.   | 2014.   | 2024.   |
| ---------- | ----- | ------- | ------- | ------- |
| Број људи: | 822   | 806     | 750     | 749     |
| Разлика:   |       | -1,94 % | -6,94 % | -0,13 % |

| Година:    | 2023. | 2024.   |
| ---------- | ----- | ------- |
| Број људи: | 742   | 749     |
| Разлика:   |       | +0,94 % |

Према подацима о броју становника из 2011. године насеље је имало 752 становника.